# Il ponte nella giungla
Il ponte nella giungla è un romanzo dell'autore B. Traven. Fu pubblicato originariamente nel 1929, con il titolo The bridge in the jungle. Ambientato nella giungla messicana, narra della disperazione di una madre a seguito della morte del proprio bambino.

## Adattamento cinematografico
Nel 1971 il romanzo venne adattato per il cinema nel film The bridge in the jungle di Pancho Kohner, interpretato da John Huston.